# 케빈 맥도널드 (배우)
케빈 맥도널드(Kevin McDonald, 1961년 5월 16일 ~ )는 캐나다의 배우이자 희극인이다.

## 출연 작품
- 키홀 (2011)
- 새미의 카니보어 (2009)
- 레스 댄 카인드 (2008)
- 제임스 (2008)
- 백 앳 더 반야드 (2007)
- 에픽 무비 (2007)
- 카풀러스 (2007)
- 릴로와 스티치 2 (2005)
- 스카이 하이 (2005)
- 릴로 & 스티치 - 시리즈 (2003)
- 스티치 무비 (2003)
- 릴로 & 스티치 (2002)
- 레이디스 맨 (2000)
- 갤럭시 퀘스트 (1999)
- 코 끝에 매달린 사나이 (1998)
- 요절복통 70 쇼 (1998)
- 브레인 캔디 (1996)
- 시니어 트립 (1995)
- 프렌즈 (1994)